# Hypnomys morpheus
Hypnomys morpheus – wymarły gatunek gryzoni z rodziny popielicowatych zamieszkujący Baleary w późnym plejstocenie oraz wczesnym i środkowym holocenie. Wymarły prawdopodobnie w środkowym piętrze holocenu.

## Systematyka

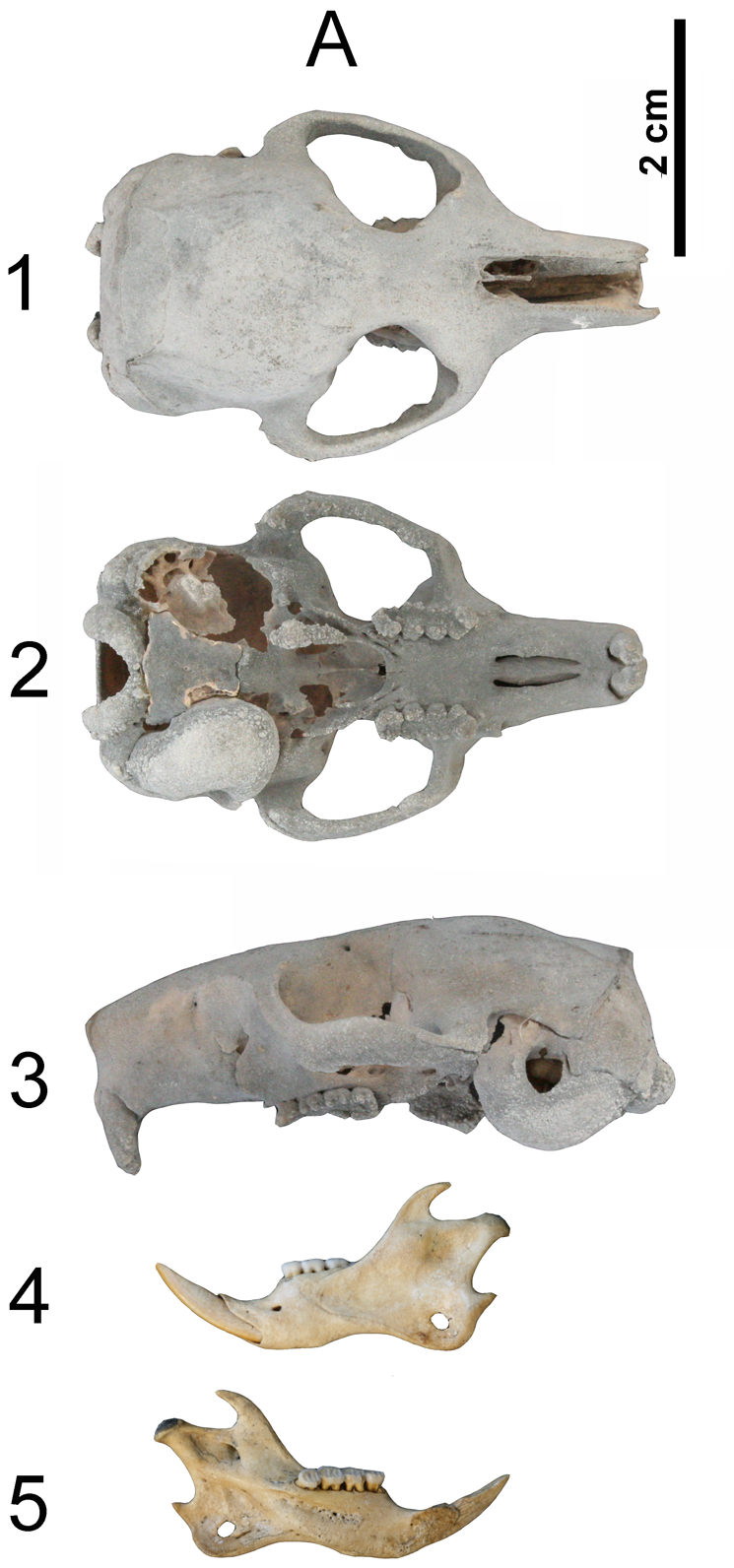
Czaszka H. morpheus. Widok: 1) od góry, 2) od dołu 3) boczny, w 4-5) żuchwa

Hypnomys morpheus został po raz pierwszy opisany w 1919 roku przez brytyjską paleontolog Dorothea Bate. Gatunek ten był blisko spokrewniony z popielicowatymi z rodzaju Eliomys – jego bezpośrednim przodkiem był Hypnomys onicensis. H. morpheus był więc pierwotnie także lokowany jako jeden z wymarłych gatunków należących do rodzaju Eliomys. Ostatecznie przeprowadzone badania filogenetyczne wykazały odrębność obu blisko spokrewnionych rodzajów.

## Odkrycie kopalnych śladów gatunku
Dobrze zachowane szkielety Hypnomys morpheus odkryto w osadach na dnie jeziora w Cova des Pas de Vallgornera na Majorce. Odkryto także dobrze zachowane szkielety należące do Hypnomys onicensis. Ich wiek oszacowano na 2,5-2 miliona lat. Szkielety zostały poddane badaniom porównawczym ze znanymi gatunkami Eliomys i Hypnomys.

## Budowa ciała
Na temat morfologii H. morpheus wiadomo niewiele. Znane jest znaczne podobieństwo do gatunków z rodzaju Eliomys. H. morpheus odróżnia między innymi masywna budowa żuchwy, która najwyraźniej była przystosowana do spożywania twardszych pokarmów.
| Część ciała        | wymiar oszacowany na podstawie badań szkieletów z Cova des Pas de Vallgornera |
| ------------------ | ----------------------------------------------------------------------------- |
| tułów z głową (mm) | 179                                                                           |
| ogon (mm)          | 116                                                                           |
| masa ciała (g)     | 173 – 284                                                                     |

## Rozmieszczenie geograficzne
H. morpheus wyewoluował z popielicowatych Eliomys zamieszkujących Baleary. W okresie od późnego plejstocenu do wczesnego holocenu zajmował wyspy Majorka, Minorka i Cabrera.